# Pierre-Luc Tolly
Pierre-Luc Tolly (* im 20. Jahrhundert) ist ein beninischer Fußballspieler. Seine Stammposition ist das Mittelfeld.
Der Mittelfeldspieler bestritt zwischen 1993 und 1997 mindestens elf Partien für die beninische Fußballnationalmannschaft. Sein erstes in der Datenbank national-football-teams.com hinterlegtes Spiel ist das in der Qualifikation zur Fußballweltmeisterschaft 1994 daheim gegen Äthiopien, das mit 1:0 gewonnen wurde. Er erzielte wenigstens ein Tor für die Nationalmannschaft.